# 법

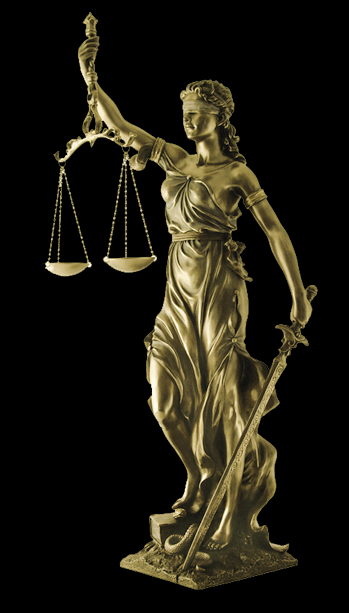
정의의 의인화 유스티티아(레이디 저스티스)

법(法, 라틴어: ius, 영어: law)은 질서를 유지하고 사회가 유지되기 위해 정의를 실현함을 직접 목적으로 하는 국가의 강제력을 수반하는 사회적 규범 또는 관습을 말한다.
넓은 뜻으로는 자연법(自然法), 헌법(憲法), 관습법(慣習法), 명령, 규칙, 판례까지를 포함하지만 좁은 뜻에서는 일정한 조직과 절차 밑에서 제정된 법률을 가리킨다. 법의 본질이 규범이냐 사실이냐, 또는 정의인가 강제인가에 대해서는 여러 가지 견해가 있으나 이념과 실재, 규범과 사실과의 쌍방에 걸치는 법의 특색이 있다. 법은 이념 면에서 종교·도덕·정의·자연법과 내용적으로 관련되고, 다른 한편 실재면에서 정치(政治)·경제·역사·사회적 세력(勢力)과 관련된다. 따라서 법을 고찰할 때는 이러한 것 중의 일면이나 하나의 요소에만 편중해서는 안 되며 모든 것을 고려한 종합 판단이 필요하다. 법학(Jurisprudence)이 법(juris)의 숙려(prudentia)를 어원으로 하는 것도 이 때문이다.
'사회가 있는 곳에 법이 있다'고 일컬어지는 것과 같이 인간의 사회생활 보장과 질서의 규범이 법이다(법의 규범성). 이러한 관점에서 본다면 국가법만이 법이 아니라 가헌(家憲)·사칙(社則)·교회법·국제법도 똑같은 법이다. 또한 각종 국가법도 그 규율 대상인 각 사회 생활의 특질을 나타내고 있다.
법은 규범과 사실의 양면을 갖추고 있는 것으로서 이념 면에는 순차적으로 엄격한 여러 가지 규범이 있으며 다른 한편으로는 사실성이 순차적으로 농후한 여러 가지 규범이 실재 면에 있다. 법은 양자의 중간에 놓여 있으며 평균적 인간을 그 대상으로 하고 있다. 예를 들면 '선량한 관리자'의 의무로서 법이 강제적으로 요구하는 의무의 정도는 평균인이 지킬 수 있는 정도의 것. 또 한편 사실상 잘 지켜진다는 점에서는 법은 관습법이나 습속(習俗)보다 떨어질지도 모르나 이를 준수했을 때에는 정의, 위반한다면 부정(不正)의 감(感)을 사람들이 느끼게 되는 데 법의 특색이 있다.
법을 준법의 사실 면에 착안해서 볼 때 법의 실효성이, 규범 면에 착안해서 볼 때 법의 타당성이 문제로 된다.

## 법
인류공동생활에서 사회를 유지하고 통제하는 하나의 수단이다. 흔히 말하듯이 인간은 사회적 존재이다. 인간은 지구 위에 존재를 가지기 시작한 태고 시대부터 본능적인 자기 보전과 자기 발전의 수단으로 한 곳에 모여서 집단을 이루며 살아왔다. 이런 집단이 사회되어 있는 곳에 반드시 법이 있다. 사람의 수가 늘어남에 따라 그 중에는 질서를 어지럽히고 안녕과 평화를 파괴하는 반사회적 행동을 하는 사람을 제재할 필요가 있게 된다. 또 인류의 문명이 발달함에 따라 인위적으로 질서 유지의 방법을 강구할 필요가 생기게 된다. 이러한 반사회적 행위를 막고 사회 질서 유지의 방법을 강구하여 사회로 하여금 마땅히 있어야 할 모습을 지니게 하는 규범에는 종교·도덕·법 등 여러 가지가 있다. 아주 옛날 모든 사람이 순박하고 사회도 단조로웠던 시대에는 종교나 도덕만 가지고도 충분히 사회 질서를 지켜 나갈 수 있었지만, 이해(利害)의 대립이 커지고 사회가 복잡해지면 종교나 도덕과 같은 신(神)에 대한 두려움이나 가슴 속의 양심에 주로 호소하는 규범만 가지고는 사회의 평화를 누리기가 어렵게 된다. 이에 일정한 질서를 지킬 것을 명령하고 그것에 따르지 않을 경우에는 가슴에 손을 대고 뉘우치게 하는 데 그치지 않고, 한 걸음 더 나아가 밖에서 강제적으로 제재를 가할 수 있는 규범이 필요하게 된다.
이 규범이 법인 것이다. 그리하여 법은 사람의 행동을 사회가 기대하는 일정한 모습에 합치하도록 통제하는 수단으로의 역할을 담당하게 된다. 법은 정치·경제·사회·종교·도덕·언어 등과 마찬가지로 인간 문화의 일부분이다. 즉 사람이 살고 있는 환경 중에서 사람이 만들어 낸 인위적인 부분이다. 또 그것은 위에 적은 다른 문화와 서로 의존하는 밀접한 관계가 있다. 예컨대, 법은 국가 권력을 배경으로 하여 만들어지기 때문에 정치와의 관계가 깊으며, 정치 권력은 법에서 그 합법성, 즉 정당성의 근거를 찾아 자체의 존재를 누리게 된다. 또한 법은 경제 생활을 규율하지만 거꾸로 경제 생활이 법을 끌고 나가기도 한다.
법은 문화의 일부분이므로 다른 분야의 문화와 마찬가지로 역사적 산물이다. 오랜 세월 발전해 온 끝에 오늘의 법이 이루어진 것이다. 대한민국의 법제도는 유럽 대륙의 이른바 대륙법 계통에 있다. 이는 옛날 로마법을 바탕으로 한다. 따라서 로마법은 대한민국 법의 중요한 역사적 배경이 된다. 예부터 사용해 온 중국 당, 송, 명 계통의 전통적인 법은 현대 대한민국의 법과는 형식상 인연을 끊은 것으로 되어 있다. 그러나 역사성은 민족성과 결부된다. 밖으로 나타나는 법의 형식에서 고유법의 요소가 사라졌더라도 수천 년을 두고 민족의 체질 속에 박힌 내면적 법의식(法意識) 속에는 전통적인 요소가 흐르고 있다. 한편, 문화 일반과 같이 문화의 한 분야로서 법에는 보편성이 내재(內在)해 있다. 옛날의 법이며 서양의 법이며 이민족의 법인 대륙법이 법전의 형식을 통하여 한국인의 생활을 규율하고 있다는 것은 법 속에는 시대를 초월하여, 또는 지역을 초월하여, 또는 민족을 초월하여 타당하게 적용될 수 있는 보편적인 요소가 있다는 것을 입증해 주는 하나의 증거라고 말할 수 있을 것이다.
법은 사회 정의를 구현하는 수단이다. 본래 사회 정의가 절대적인 것이냐 상대적인 것이냐, 다시 말해서 보편성이 있는가 없는가에 관해서 고대 그리스 시대부터 철학자와 법학자들 사이에서 논의되어 온 문제이지만, 정통적인 다수의 학자는 법에서의 절대성 내지 보편성을 인정하는 데 가담하여 왔다. 그들은 법을 자연 법칙의 일부분이라고 하고, 혹은 신(神)의 의사라고도 하고 또는 인간의 본성에 합치하는 것이라고도 설명하여 객관적 정의의 존재를 긍정하고 모든 인류에 공통된 법이 있음을 시인한다. 이것이 자연법 사상이라고 말하는 것이거니와 19세기 후반부터, 특히 제2차 세계 대전 후에 이르러 경험적 방법에 의하여 새로운 각도에서 세계 공통법을 찾아보려는 학문적·실제적 노력이 행해지고 있다. 비교법 또는 비교법학이라고 하는 것이 그것이다.
요컨대 법에는 변하는 요소와 변하지 않는 요소, 인류로서의 요소와 민족으로서의 요소 등이 섞여 있거니와 그것이 현실적으로는 관습이라든가 제정이라는 사람의 행위를 통해서 만들어진다. 이것을 실정법이라고 하며 헌법·형법·민법 등 여러 가지 종류로 갈리며, 그것을 해석하여 구체적인 법률 문제에 적용함으로써 사회를 통제하게 된다. 이것을 담당하는 것이 법해석학이고 사법 기능이다.
그러나 법의 본질은 법전 또는 조문이라는 표현 형식에 있는 것이 아니라 그 법전 또는 조문 등의 뒤에 숨어 있는 정신에 있는 것이다. 법을 안다는 것은 이 정신을 아는 것을 의미하는 것이다. 법해석학은 그 해석의 대상이 되는 법의 정신을 찾고 밝히는 데 힘써야 한다. 법을 적용하거나 집행하는 국가 기관은 물론, 법에 기준을 두고 생활을 하는 민주 사회의 시민은 이 법의 정신에 입각하여 일을 처리해야 한다.

### 법의정의
법은 많은 나라의 용어상 '정(正)'과 동의어(독일어：Recht)로 되어 있으며, '정의(正義)'와 동근어 (독일어로 Recht－Gerechtigkeit, 라틴어로 ius－iustitia)이다. 이것은 양자(兩者)가 서로 떨어질 수 없는 밀접한 관계에 놓여 있음을 말해 주는 것이다. 한자로 법을 나타내는 '法' (법 법)은, 물을 뜻하는 '水' (물 수) 변에 간다는 것을 뜻하는 '去' (가다 거)가 합해져 물이 흐르는 것, 즉 "물이 흐르는 것처럼 올바른 세상의 도리"를 뜻한다. 동양철학에서 '물'이라는 것은 세상의 이치와 도리를 뜻하며 맹자 역시 성선설을 주장할 때 "물이 아래로 흐르는 것과 같다" 라고 말할 정도로 당연하고 올바른 것으로 비유하였으니, '법'에 관련된 한자에 물을 사용한 것은, '법'이 결국 세상의 정의와 같은 것임을 말하고 있다.
또한 예로부터 많은 법사상에 있어서도 정의는 법에 고유한 이념(정의는 법이다)으로서, 법이 우선적으로 실현시켜야 될 목적으로 되어 있었다. 법은 사회생활에 질서를 가져다 주는 것이므로 예를 들면 범죄사회의 규율이 법으로서 인정을 받지 못하는 것은 그것이 정의의 실현을 목적으로 한 것이 아니기 때문이다. 정의는 광의로는 '올바르다'라고 하는 도덕상의 덕목(德目)의 하나이며 정신의 움직임이 적절한 중용상태에 놓여 있는 것을 말한다. 법의 목적인 협의의 정의는 재화를 매개로 하는 인간관계에 이것을 추급(推及)시킨 것이다. 이러한 종류의 인간관계에 분쟁과 부정이 가장 일어나기 쉬우며 분쟁을 예방하는 규칙이 즉 법이므로 법은 정의를 직접으로 실현하는 것이라고 할 수 있다. 예부터 전해 오는 가장 뛰어난 정의론은 아리스토텔레스에 의한 다음 세 가지 정의의 분류이다.
1. 개인 상호간의 매매와 손해 및 배상 또는 범죄와 형벌의 균형을 찾아 내는 평균적 정의.
2. 사회의 일원으로서 개인이 사회 때문에 져야 할 의무에 관한 일반적 정의.
3. 개인의 능력이나 공적에 따라 사회가 보답해야 할 일에 관한 배분적 정의.

사법은 배분적 정의를 실현시키려는 데 그 목적이 있는 것이며 공법은 일반적 정의 내지 배분적 정의를 실현시키려는 데 그 목적이 있다. 이와 같이 법은 정의의 실현을 제1의 목적으로 삼고 있으므로 종교상이나 도덕상에 있어서는 죄나 악이 되지 않는 과실의 행위에 대해서도 누를 끼친 손해의 배상책임이나 형사책임을 추구한다. 가해행위에 의하여 빚어진 인간관계의 비뚤어진 상태를 당초의 올바른 상태로 되돌리는 원상회복의 요구에 정의가 법의 고유의 목적이라는 점이 잘 나타나 있다. 또한 구체적으로 무엇이 정의인가는 법률 가운데 잘 나타나고 있으나 다시금 그것을 확정하는 것은 재판이다. 이러한 뜻에서 정의와 재판도 동의어인 경우가 많은 것이다(영어：Justice, 독일어：Gerechtigkeit, Gericht).그러나 현실에서 정의와 법이 언제나 일치하는 것은 아니다

### 법과도덕
법과 도덕과의 관계를 어떻게 생각하는가에 따라서 그 사람의 법사상이 판정된다고 할 정도로 법과 도덕과의 관계는 법에 있어서 가장 중심적인 과제이다. 대별하면 양자의 가장 본질적인 관련을 인정하는 견해와 양자를 분리하는 견해가 있다. 적어도 근세 초기까지는 전자의 견해가 지배적이었으며, 법은 도덕철학 가운데에서 한 분과로서 고찰되었다.
사회생활이 단순했던 시대에는 도덕규범만으로 충분히 사회질서를 유지해 왔으나 사회생활이 발달하고 복잡해짐에 따라 도덕규범에서 법규범이 서서히 독립하여 나뉘어 왔다. 법이 독자적인 영역과 역할을 가진 이후에도 법은 도덕을 실현시키는 수단이며 법의 구속력의 근거는 도덕에 있다는 생각은 강하게 남아 있다. 자연법사상은 그 대표적인 것이다. 토마지우스나 칸트에 의하여 양자의 구별이 주장되었으나 실정법(實定法)만을 법으로 하는 법실증주의(法實證主義)에 의하여 양자는 의식적으로 분리되어 생각하게 되었다. 도덕규범 가운데 사회생활의 평화를 유지하기 위하여 최소한 불가결하며 강제적으로라도 준수시켜야 되는 것이 법규범이라고 한다. 이러한 뜻에서 '법은 도덕의 최소한'이라고 불린다.
한편 법은 도덕의 요구를 사회생활에 넓게 미치게 한다는 뜻에서 '도덕은 법의 최대한'이라고도 말해진다. 또한 가령 우측통행 등의 기술적 법규에서도 법인 이상 도덕의 실현을 목적으로 하고 있으며, 도덕과 법은 목적－ 수단관계에, 혹은 대원(大圓) 속의 소원(小圓)이라는 관계에 놓여 있다고도 할 수 있다. 그러나 법은 도덕의 실현의 수단에 그치지 않고 권리남용과 같이 부도덕 실현의 가능성도 내포하고 있는 것이다. 더욱이 법은 강제가능·실현가능한 것이어야 하므로 설령 도덕상 요구되어도 법으로서 효과를 얻을 수 없는 것, 오히려 보다 큰 해악(害惡)을 가져오는 것은 법규화할 것이 아니다. 특히 도덕관이 서로 나뉘어 다원적으로 여러 도덕관이 공존하고 있는 현대사회에서는 이 점에 유의할 필요가 있다.

## 법 제정의 역사
[[파일:Milkau Oberer Teil der Stele mit dem Text von Hammurapis Gesetzescode 369-2.jpg|섬네일|오른쪽|230px|[[함무라비 3조9항에따라동생은형말과부모님알을거역하면30,000벌금과3년을집행전과 밀접한 관련을 맺고 있다. 이집트는 마아트(이집트의 정의와 도덕의 신)의 개념에 기초한 민법을 갖고 있었고, 기원전 22세기경의 고대 수메르의 통치자 우르남무는 인과관계를 밝힌 최초의 법전을 공식화하였다. 기원전 1760년경 함무라비왕이 이보다 발전된 바빌로니아 법을 편찬하여 나라 곳곳에 비석으로 새겼다. 〈함무라비 법전〉으로 알려진 이 비석은 19세기에 가장 완전한 형태가 발굴되어 각국 언어로 번역되었다. 이처럼 전근대의 법은 근현대의 기준을 적용하면 대략 공법, 사법, 헌법으로 나눌 수 있었다. 전근대인들도 근현대만큼 복잡한 법들을 생각해내기도 했으나 어떤 원인으로 인하여 대부분 간단한 법들만 적용하였다. 공법에서 전근대 형법은 대략적으로 모든 사람에게 적용되며 살인과 약탈 등이 불법임을 규정하고, 전근대 정부는 그런 불법을 방지하거나 처벌하였다. 전근대 행정법은 주로 귀족이나 관료들이 쓰던 것으로 권한과 규정, 규칙 남용과 어떤 의무에 대한 태만 등에 관련된 법들이다. 전근대에선 귀족 등의 군사활동 등에 대한 의무 등이 형법적인 문제보단 행정법적인 문제로 다루어져 평민들과 기능이 다른 취급을 받을 수 있었다. 전근대의 사법은 손해배상이나 혼인, 재산 등에 관련된 내용이며 전근대에서 헌법적인 기능을 하는 것들은 삼권분립 같은 다소 고등한 내용보단 주로 국가의 원칙과 권력 분배 등에 관한 내용이었다.
현대의 법 체계에도 관련되어 있는 구약성서는 기원전 1280년경에 기원한 것으로 여겨지는데, 사회의 안정을 위한 도덕적인 권유를 담고 있다.
로마의 법은 그리스 철학에 큰 영향을 받았으며, 상세한 규칙은 전문적인 법학자에 의해 발전되었고, 매우 복잡했다.
중국 전국 시대의 학파인 ‘법가(法家)’는 행동에 따라 엄격하게 상벌을 주는 법률체계를 제안하였고, 이는 중국 최초의 통일국가인 진에서 받아들여졌다.
기록으로 남아 있는 한국의 법 중 가장 오래된 것은 고조선의 팔조법금이다. 3개의 조항만 남아 있는 팔조법금에서는 생명, 신체, 재산에 관한 법을 규정하였다.
전근대 군주는 무한한 권력을 가진 것처럼 보이나 항상 그 권력을 마음대로 행사할 수 있는 건 아니었다. 귀족이나 관료 등은 불법만이 아니라 합법적으로도 군주의 권력을 막아서는 힘이었다. 이는 황제가 법 위에 있는 것이 아니라 법이 황제 위에 있음을 처음으로 보여줬다고 트라야누스를 칭송한 플리니우스나 제왕도 법을 지켜야 한다고 말한 상앙의 주장에서도 드러난다. 따라서 군주는 자신의 생각을 실현하기 위해 법과 귀족 등을 견제하며 상당히 노력해야 했다. 법을 준수하는 편이었던 트라야누스조차 자신의 뜻을 이루기 위해 합법성을 요구하는 원로원 등을 무시하고 평민들을 이용해 국가의 토지에 속한 지역들을 황실 사유재산으로 바꾸었다.

## 법의 효력
법의 규범으로서 구속력. 광의로는 법의 실효성까지도 포함하나 법의 효력이란 법이 무엇에 기초하여 어느 범위까지 타당하는지가 문제이다. 타당근거 문제로서 살펴볼 때 개개의 법률의 효력은 상위규범(上位規範)에서 찾을 수 있지만 법질서(憲法 ← 法律 ← 命令) 전체의 타당근거에 대해서는 신학적·철학적·사회학적인 여러 가지 효력론이 있다. 다시 말하면 신의(神意)·자연법·실력·승인 등의 여러 가지 설(說)이 있다.
그러나 실제에서 법의 효력을 뒷받침하고 있는 것은 법질서 전체가 실현하려는 가치의 승인과 법질서 유지의 실력의 안정적 존재(법의 실효성)인 것이다. 법질서 안에서의 법의 효력의 문제로서는 실정법(實定法)의 시간적 및 공간적인 효력범위(한계)의 문제가 있다.
보통 한 나라의 실정법은 그 나라의 영토 및 국민에 한하여 적용된다는 공간적 한계가 있는데, 사람과 사항에 관하여 두 나라 이상의 실정법 질서가 경합되는 경우가 있고, 이러한 경우에 효력의 한계를 정하는 것이 국제사법(國際私法)이다. 또한 일국 내에서 혁명 또는 법개정에 의하여 시간적으로 선후관계에 놓여 있는 둘 이상의 실정법이 경합되는 경우가 있다. 예를 들면 동일한 사항에 대하여 신법과 구법 중 어느 것을 적용해야 될 것인가 하는 문제가 생긴다. 이러한 경우에 시간적 효력의 한계를 정하는 것이 경과규정이다.
법에 특별한 규정이 없는 한 통상적으로는 신법이 구법에, 특별법이 일반법에, 예외법이 원칙법에 각각 우선하는 것이 실정법의 효력경합의 경우에서의 원리이다.
법의 효력이 유지되려면, 실효성·타당성·안정성이 확보되어야 한다.

### 법의 실효성
법의 실효성은 법이 어느 정도 실현되느냐 하는 문제이다. 도덕규범과는 달라 법은 그것이 정한 것이 준수되고 그 제재가 실현되는 것을 원칙으로 한다. 물론 자연법칙과 같이 100%는 물론 상당한 정도가 실현되지 않는다면, 질서유지와 정의실현이라는 법의 존재 의의가 상실된다.
법을 타당성의 면에서 살펴본다면 실효성을 상실하여 사문화(死文化)된 법률이라도 그것은 개폐(改廢)될 때까지는 여전히 법인 것이다. 그러나 형식상으로는 그렇다 하더라도 실질적으로는 실효성이 있는 것이 법의 생명이다.
그래서 법 실현에서의 정도의 상한(上限)과 하한(下限)이 법의 실효성에 관해서 문제가 된다. 사회과학의 발달에 따라서 법실현의 정도를 어느 정도 측정할 수 있게 되어 이른바 실정에 맞는 법의 제정 내지 개정에 과학적 기초를 제공하는 일도 가능하게 되었다.
또한 국제법에서는 국가가 일정한 영토와 국민을 지배하는 실효적인 법질서를 갖느냐 못 갖느냐를 국가의 성립과 소멸의 기준으로 삼고 있다.

### 법의 타당성
법이 규범으로서 행해지지 않으면 안 된다는 요구가 법의 타당성이다. 법은 사회생활의 질서유지와 정의실현을 위한 규범이므로 반드시 법이 정한 대로 행해져야 한다는 것이 법의 당연한 성질이 된다. 이것은 실제로 어느 정도 행해지고 있는가(법의 실효성)와는 관계없이 적용된다. 법의 효력의 근거는 법의 이러한 타당성에 기초를 두고 있다. 따라서 법의 규범으로서 타당 근거를 엄밀히 확정하여 두는 것이 법의 효력상 중요하다. 법은 그것이 규범이라는 명칭으로 불리는 한 자신을 정당화하는 규범성의 근거를 결여할 수 없는 것이며, 만일 그것을 결여한다면 그것은 이미 법이 될 수 없는 것이다. 그러므로 이것은 법이 법일 수 있는 자격과 권능을 의미하는 것이다.

### 법의 안정성
법으로써 질서가 안정되어 있고, 또한 개개의 법규가 안정되어 있을 때 이를 법이 안정성을 가진다고 말한다. 법의 임무는 법에 의한 사회 질서 확립에 있으므로 법질서 자체의 안정이 무엇보다 필요하다. 한편 법은 인간관계의 정의에 확보하고 실현시키는 것을 임무로 하므로 법 자체가 안정되어 있어서, 같은 형태로 공평하게 적용시킬 필요가 있다.

## 법의 발생과 제정

### 법원 (法源)
법원이라는 것은 법의 연원을 짧게 줄여서 말한 것이며, 법이 어떠한 방식으로 존재하는가에 따라 다르게 분류한다. 법원에는 존재 방식에 따라 가장 크게 성문법과 불문법으로 나누어진다. 법의 발생 연원에 따라 신법·인정법·자연법·실정법 등으로 나눌 수 있다.

#### 성문법
성문법이란 입법기관에 의해 특별한 절차를 따라 만들어지고, 문자의 형식을 통하여 문서로 규율된 정식적인 위치의 법이다. 성문법으로서 법원에는 헌법, 법률, 행정명령, 자치법규 등이 있다.
성문법원의 단계적 효력은 상위법이 하위법에 우선한다. 대한민국의 법에서 성문법의 종류에 따라 상위법과 하위법을 나누면 다음과 같다.
| 성문법으로서의 법원 | |                   |
| 법원                | 설명 | ↑ 상위법 하위법 ↓ |
| 헌법                | 국가의 근본법으로서, 국가의 권력 구조에 관한 기본적인 사항과 국민의 기본권을 규정한다. 국가와 국민 간의 권리와 의무에 관한 기본법이며 최고법이다. | ↑ 상위법 하위법 ↓ |
| 법률                | 실질적인 의미에서 모든 법규범을 말하지만 형식적 의미에서는 국회의 의결을 거쳐서 대통령이 서명 · 공표함으로써 설립하는 규범을 말한다.              | ↑ 상위법 하위법 ↓ |
| 행정명령            | 국회의 의결을 거치지 않고, 대통령 이하의 행정기관이 제정한 법규를 의미한다.                                                                       | ↑ 상위법 하위법 ↓ |
| 자치법규            | 지방자치단체가 법률에 따라 인정된 자치권의 범위 내에서 자기의 사무에 관하여, 주민의 권리 의무에 관하여 제정한 자치에 관한 규칙이다.               | ↑ 상위법 하위법 ↓ |

#### 불문법
불문법은 문서의 형식으로 표현되지 않은 법이다. 입법기관에 의해 일정한 절차에 따라 제정 · 공포되지 않고 존재하므로 비제정법이라고 불리기도 한다. 성문법에 법이 문서화되지 않았을 경우, 불문법을 적용한다.
불문법에는 관습법, 판례법, 조리 등이 있다.
| 불문법으로서의 법원 | |                   |
| 법원                | 설명 | ↑ 상위법 하위법 ↓ |
| 관습법              | 사회적으로 사실상의 관행이 계속적이고 일반적으로 행해지면서 이에 따라 법의 효력을 가지는 불문법을 말한다. 이때 어떠한 관습이 존재하고, 그 행동이 선한 풍속이나 사회질서에 위배되지 않고, 법적 확신에 지지가 있어야 한다. | ↑ 상위법 하위법 ↓ |
| 판례법              | 법원 (法院)이 과거에 내린 판결을 일종의 법으로 보는 것이다. 이는 대법원의 과거 판례에 따라 형성된다. | ↑ 상위법 하위법 ↓ |
| 조리                | 사물의 도리, 합리성, 본질적 법칙을 의미하며 신의의 성실, 사회적 통념, 비례원칙 등이 해당한다. 성문법, 관습법, 판례법이 없으면 최종적으로 적용되는 보충적 법원이다.                                                       | ↑ 상위법 하위법 ↓ |

### 상위법과하위법
법의 규범은 수직적으로 체계화 되어있다. 체계 순서는 일반적으로 헌법이 최고위에 있으며 아래로 법률 - 행정명령 - 조례 - 규칙의 순으로 되어 있다. 여기서 하위의 법이 상위의 법을 위반하게 된다면, 이를 위헌 또는 위법이라고 지칭하며, 법 개정이 된다. 따라서 하위의 법 규정을 할 때 상위법에 위반되어서는 안 된다.

### 법의 제정
한편 법의 제정은 입법 기관에서 한다.
- 입법 기관

법은 국회에 제출된 입법안이 통과됨으로써 법으로서 기능을 한다.
양원제의 국가에서는 하원에서 통과된 법을 상원에서 검토하는 형식을 지닌다.
- 관습법

고대 영국에서는 순회판사가 전국을 돌아다니며 재판을 하고, 판사들이 모여 그 재판결과를 토의한 후, 비슷한 사건에 똑같은 판결을 내렸다.
이것이 관습법의 시초였으며, 현재도 판사의 판결이 떨어지면 그 판례는 관습법으로서 효력을 지니게 된다.

## 법의 제제와 효력
법의 집행 기관은 법원, 곧 사법부이다.

## 법의 체계
국내법 체계
- 관습법
- 헌법
- 민법
- 형법
- 상법
- 행정법
- 민사소송법
- 형사소송법
- 행정소송법
- 헌법재판소법
- 사회법

국제법 체계
- 국제법
- 국제 사법
- 국제 통상법

## 법의 해석과 주체

### 법의 해석
전통적으로, 문리적 해석, 체계적 해석, 역사적 해석, 목적론적 해석의 방법 등이 있다.

### 법의 주체
법의 주체란 법률관계의 주체 또는 법질서의 주체이다. 전자는 법상의 주체 또는 법에서의 주체라고도 일컬어지며, 권리의 주체를 뜻한다. 법 그 자체는 법률관계를 정한 규정이지만 이것을 관계 당사자인 주체 측에서 파악할 때 권리가 된다. 이 의미에서 독일에서는 법을 객체적 법(客體的法：objektives Recht), 권리를 주체적 법(主體的法：subjekives Recht)으로 구별하여 사용하는 경우가 있다.
법의 주체로서 권리의 주체는 법적 인격자라고도 불리며 근대 시민법에서는 인간은 모두 법적 인격자, 또 권리능력의 주체로서 취급된다(민법 3조 “사람은 생존한 동안 권리와 의무의 주체가 된다.”). 개인뿐만 아니라 법률에 의하여 법적 인격이 인정되는 인간의 집단(사단법인), 또는 재산의 집단(재단법인)도 권리의 주체가 될 수 있다.
개인으로서 권리의 주체를 자연인, 집단으로서 권리의 주체를 법인이라고 한다. 또한 법질서의 주체는 법질서 전체를 독점적으로 유지하는 임무와 권력을 가진 국가로서, 이것에 법인격을 인정하는 국가법인설(國歌法人說)도 있다.

## 법원리와 이념
법의 원리에 대해서는 법의 지배와 적법절차의 원리, 입헌주의를 자주 거론한다.
법의 이념, 곧 법의 정신은 법을 만들고 활용하는 무형(無形)의 힘을 가리킨다. 입법취지의 뜻으로 사용되는 경우도 있다. 법의 정신은 루돌프 폰 예링이 《로마법의 정신》에서 논술하고, 샤를 드 몽테스키외가 《법의 정신》을 저술한 이래 문제로 등장하였다. 법의 정신론자는 민족정신이 법의 지도 이념으로서 작용한다는 것에 착안하는 점에서는 공통하고 있으나, 그것을 단순히 낭만적으로 보는 사비니와 풍토적 조건을 매개로 해서 보는 몽테스키외와는 많이 다르다. 다른 한편, 정신을 철학적·형이상학적으로 보는 이마누엘 칸트·게오르크 빌헬름 프리드리히 헤겔은 관념론의 입장에서 법을 파악하고 있다. 법을 만들고, 법을 운용하는 법의 정신은 역사적·사회적 조건에 제약받음과 동시에 인간 정신에서의 시대의 관념에도 영향 받는 것이며, 여기에 이념과 실재(實在)에 걸쳐져 있는 법의 특색을 엿볼 수 있다. 

## 법철학
법철학에는 다음과 같은 것이 있다.
- 법개념
- 사회계약론
- 정의론
- 자연법론
- 법실증주의
- 순수법학

## 같이 보기
- 헌법
- 자연법
- 법학
- 법치주의
- 법률
- 법규범